# Oxyarcturus beliaevei
Oxyarcturus beliaevei är en kräftdjursart som först beskrevs av Oleg Grigor'evich Kussakin 1967.  Oxyarcturus beliaevei ingår i släktet Oxyarcturus och familjen Antarcturidae. Inga underarter finns listade i Catalogue of Life.